# Wilderen Cuvée Clarisse
Wilderen Cuvée Clarisse is een Belgisch biermerk. Het wordt gebrouwen door Brouwerij en stokerij Wilderen te Wilderen, een deelgemeente van Sint-Truiden.
Wilderen Cuvée Clarisse is een robijnrood bier met een alcoholpercentage van 9,2%.